# Rio Rufino
Rio Rufino là một đô thị thuộc bang Santa Catarina, Brasil. Đô thị này có diện tích 282,569 km², dân số năm 2007 là 2748 người, mật độ 97 người/km².